# Santa Cruz del Sur
Santa Cruz del Sur là một đô thị ở Cuba. Đô thị này năm ở tỉnh Camagüey, phía nam tỉnh lỵ Camagüey, bên bờ Biển Ca-ri-bê.
Đô thị này được chia thành các barrio Buenaventura, Doce Leguas, El Junco, Gonzalo de Quesada, Guaicanamar, Guayabal, La Calzada, Playa Bonita, San Pedro và Yaguabo.

## Dân số
Năm 2004, đô thị Santa Cruz del Sur có dân số 51.335. với diện tích 1.122 km² (433,2 mi²), và mật độ dân số 45,8người/km² (118,6người/sq mi).